# Castello di Podenzano
II castello di Podenzano è un castello medievale situato nel centro di Podenzano, in provincia di Piacenza, a 118 m s.l.m., in aperta pianura Padana.

## Storia
La prima notizia certa riguardo alla presenza del castello risale al 1152 quando il maniero era di proprietà dal marchese Alberto Malaspina, il quale venne cacciato dai piacentini a seguito delle continue molestie da lui operate ai danni dei mercanti diretti in città. In seguito, fu rifugio dei nobili fuggiti da Piacenza durante le lotte contro i popolari. A causa dei continui scontri tra le due fazioni, il podestà di Cremona soggiornò, in veste di paciere, nel castello per porre fine alle contese. Il castello venne poi assalito nel 1242 e nel 1245 dalle truppe del re Enzio, figlio di Federico II di Svevia.
Nel 1313 fu distrutto per volere di Galeazzo I Visconti. Nel 1466 i Visconti lo vendettero a Giovanni e Bartolomeo Anguissola per 2680 lire imperiali. Il castello entrò così a far parte del sistema difensivo della famiglia Anguissola, costituito da svariate fortificazioni poste tra la val Luretta, la val Trebbia e la val Nure. Nel XVI secolo gli Anguissola affidarono la risistemazione all'architetto militare piacentino Alessandro Bolzoni. Nel 1650 il feudo fu venduto ai fratelli Salvatico. Nel 1745 il fortilizio apparteneva per metà ai Salvatico e per l'altra parte ai marchesi Pallavicino di Scipione. Dopo vari passaggi di mano, l'edificio è diventato di proprietà del comune che lo ha adibito a municipio.

## Struttura
L'edificio presenta una struttura di forma rettangolare ed è realizzato quasi totalmente in pietra, ad eccezione di alcune porzioni realizzate in mattoni, con i quali sono stati realizzati alcuni archi e piattabande.
L'edificio presenta quattro torri angolari: due, poste sugli angoli sud-ovest e nord-ovest, sono a base quadrata, mentre le due poste a sud-est e nord-est sono a base rotonda. Le torri sono caratterizzate dalla considerevole sezione, la quale si pone in contrasto con la loro altezza, che non eccede particolarmente rispetto alla linea rappresentate dalle cortine, le quali sono dotate di merli a coda di rondine.
Originariamente intorno all'edificio era presente un fossato, il quale veniva scavalcato da un ponte levatoio situato sulla facciata rivolta a ovest. Il ponte levatoio non è più presente, sono, tuttavia, visibili le tracce delle sedi che ospitavano gli ancoraggi.